# Stara Rudna

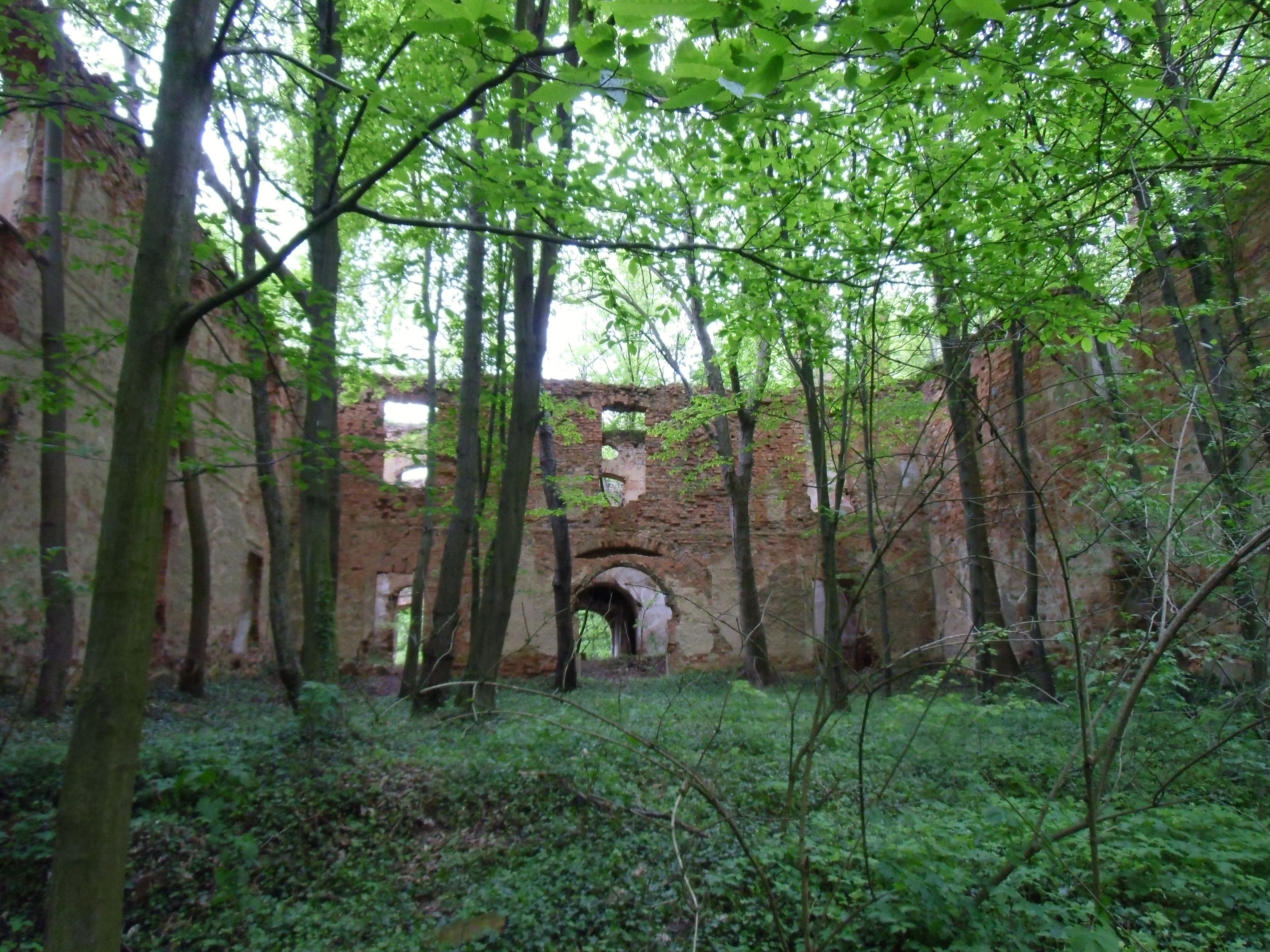
Ruine des Schlosses von Alt Raudten

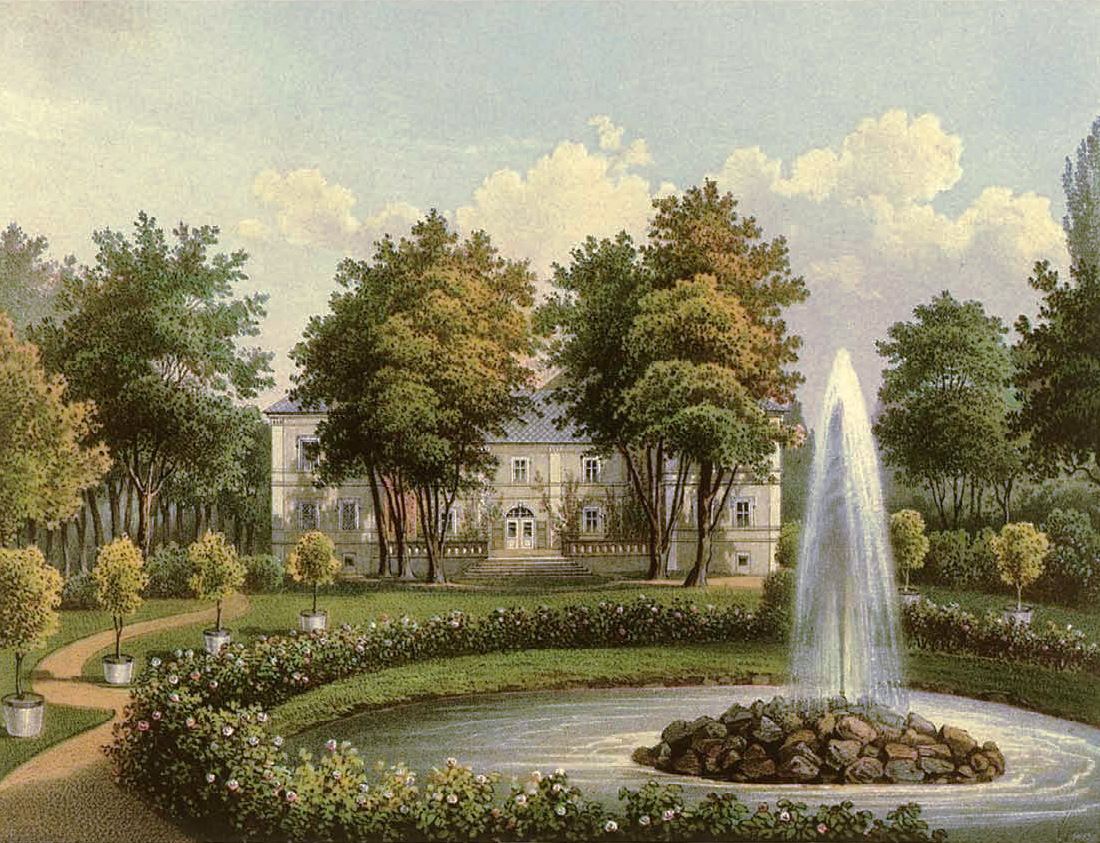
Schloss Alt Raudten um 1857 bis 1883

Stara Rudna (deutsch  Alt Raudten) ist ein Ort in der Landgemeinde Rudna im Powiat Lubiński der Woiwodschaft Niederschlesien in Polen. 1975 bis 1998 gehörte es zur Woiwodschaft Legnica.

## Geographie
Das Dorf liegt im Gebiet der Dalkauer Berge, einer langgezogene Hügelkette im nordwestlichen Teil Niederschlesiens. Sie bilden einen Teil des Schlesischen Landrückens.

## Geschichte
Die ersten Spuren menschlicher Existenz gehen auf die Jungsteinzeit (4000–1700 v. Chr.) zurück.
Die erste urkundliche bezeugte Besiedlung fand um 1210 statt und entstand um das Schloss Alt Raudten. Bis 1950 war dieses eines der am besten erhaltenen schlesischen Schlösser. Das Schloss wurde auf einem Fundament aus Eichenpfählen errichtet, Es wurde von einem Grafen von Nostiz erbaut und ging später an Baron von Sack über, der mit einer von Schweinitz verheiratet war. 1776 kam das Schloss durch Erbvertrag an die Familie von Schweinitz und blieb bis 1945 in deren Besitz.
Das Schloss war in Hufeisenform gebaut und umschloss eine geräumige Terrasse mit Blick auf den Park und die Wiesen. Ursprünglich war es von einem Wallgraben umgeben, der später teilweise zugeschüttet wurde. Besucher gelangten über eine große Sandsteinbrücke zum Schloss, die mit Sandsteinlaternen und -figuren geschmückt war. Das Innere des Schlosses beeindruckte durch dicke Mauern, große und hohe Räume sowie seltene italienische Stuckdecken. Antike Möbel, Bilder und Jagdtrophäen verliehen dem Schloss eine gemütliche und vornehme Atmosphäre.
Der 56 Morgen große Park war eine bekannte Sehenswürdigkeit und bot vielen Menschen Erholung. Er war nach französischem Vorbild angelegt und endete an einer über tausend Jahre alten Eiche. Der Park beherbergte beeindruckende Baumalleen, darunter eine Allee von über vierzig Meter hohen Fichten.
Das Schloss war somit fast 180 Jahre lang im Besitz der Familie von Schweinitz. Der letzte Besitzer Wilhelm von Schweinitz starb 1947 in Wiesbaden.
Nach dem Zweiten Weltkrieg wurden auf den Landgütern in Alt Raudten, Brodelwitz, Pilgramsdorf und Queißen sowjetische Truppen stationiert, die der Kommandantur in Lüben unterstanden. Ab 1946 übernahm die polnische Verwaltung die Schlösser im Kreis Lüben. Die Sowjets erstellten detaillierte Inventarlisten in russischer Sprache, die alle übergebenen Gegenstände auflisteten.
Zu den übergebenen Gegenständen gehörten das Schloss und die Nebengebäude, Scheunen, Stallungen sowie landwirtschaftliche Geräte, darunter Transformatoren, Traktoren und Dampfmaschinen. Auch Dünger, Kartoffeln, Stroh und Möbel wie Tische, Stühle und Betten wurden aufgelistet. Ein Zusatzdokument erwähnte neun Pferde, die entweder krank oder lahm waren. Eine Einwohnerin von Alt Raudten erinnerte sich, dass die „Russen“ das Korn mit einer Dreschmaschine bearbeiteten und im Kuhstall Ochsen standen.
Das Schloss Alt Raudten selbst wurde wahrscheinlich erst 1947 oder 1948 an Polen übergeben. Ende der 1940er Jahre wurden die Großgrundbesitze in Genossenschaften umgewandelt. Alt Raudten wurde Teil einer Genossenschaft mit Töschwitz, Brodelwitz, Rinnersdorf und Pilgramsdorf, die später als PGR (Staatliche Landwirtschaftliche Genossenschaft) bezeichnet wurden. Das Gut blieb bis Mitte der 1990er Jahre im staatlichen Besitz und wurde danach von einer staatlichen Agentur verwaltet, die das Land verkaufte oder verpachtete.
Die polnischen Neuankömmlinge in dem in Stara Rudna umbenannten Alt Raudten anstelle der vertriebenen Deutschen angesiedelt wurden, waren in der Regel ihrerseits Vertriebene aus den polnischen Ostgebieten. Darunter waren zahlreiche Lemken, die im Zuge der „Aktion Weichsel“ zwangsumgesiedelt wurden.
Das Schloss verfiel mit der Zeit zur Ruine, da es nicht genutzt oder instand gehalten wurde. Viele plünderten das Schloss, um Möbel und andere Gegenstände für den täglichen Bedarf zu nutzen. Berichtet wurde von „kostbaren Porzellanfiguren“, die als Kinderspielzeug endeten.
Auch der Schlosspark verwilderte und wurde nicht mehr gepflegt. Nach dem Krieg suchten Menschen nach vermeintlichen Schätzen im Park, fanden jedoch nichts. Heute ist der Park im Frühjahr mit blühenden Anemonen bedeckt, und die alte Eiche steht unter Naturschutz. Die meisten Wirtschaftsgebäude sind ebenfalls verfallen, und einige wurden durch Brände zerstört. Arbeiterhäuser, die für landwirtschaftliche Arbeiter gebaut wurden, sind bis heute bewohnt.

## Sehenswürdigkeiten
Laut dem Register des Narodowy Instytut Dziedzictwa (Institut für Nationales Kulturerbe) sind folgende Objekte als Denkmäler aufgeführt
- Ruine der ehemaligen evangelischen Kirche aus dem 16. bis 18. Jahrhundert
- Schlossanlage aus dem 17. bis 19. Jahrhundert
  - Das eigentliche Schloss von Alt Raudten ist heute eine Ruine. Das barocke Portal ist erhalten geblieben
  - Botanisch vielfältiger Schlosspark

## Persönlichkeiten
- Abraham Benedikt Knorr von Rosenroth (1594–1654), deutscher Gelehrter und Pfarrer in Alt Raudten; Vater von Christian Knorr von Rosenroth[3]
- Christian Knorr von Rosenroth (1636–1689), Dichter, Schriftsteller und Komponist.[3]
- Karl-Ernst Swora (1933–2001), Architekt und Bauingenieur